# Amstetten Thunder 2021
Questa voce raccoglie le informazioni riguardanti gli Amstetten Thunder nelle competizioni ufficiali della stagione 2021.

## AFL - Division I 2021

### Stagione regolare
| Telfs 10 aprile 2021, ore 17:00 1ª giornata | Telfs Patriots | 6 – 39 (0-6 0-6 0-7 6-20) referto | Amstetten Thunder | Sportzentrum Telfs |

| Hohenems 24 aprile 2021, ore 14:00 2ª giornata | Cineplexx Blue Devils | 9 – 27 (0-7 7-3 0-10 2-7) referto | Amstetten Thunder | Stadion Herrenried |

| Innsbruck 22 maggio 2021, ore 15:00 4ª giornata | Tirol Raiders JV | 13 – 24 (0-7 7-3 6-7 0-7) referto | Amstetten Thunder | Tivoli-Neu Stadion |

| Amstetten 5 giugno 2021, ore 15:00 6ª giornata | Amstetten Thunder | 22 – 41 referto | Salzburg Football Team | Umdasch Stadion |

| Amstetten 20 giugno 2021, ore 15:00 7ª giornata | Amstetten Thunder | 31 – 28 referto | Cineplexx Blue Devils | Umdasch Stadion |

| Amstetten 3 luglio 2021, ore 15:00 9ª giornata | Amstetten Thunder | 36 – 0 referto | Carinthian Lions | Umdasch Stadion |

### Playoff
| Vienna 17 luglio 2021, ore 17:00 | Vienna Vikings 2 | 35 – 32 (14-7 7-18 7-0 7-7) referto | Amstetten Thunder | Sportzentrum Ravelin |

## Statistiche di squadra
| Competizione      | %Vittorie | In casa | In casa | In casa | In casa | In casa | In casa | In trasferta | In trasferta | In trasferta | In trasferta | In trasferta | In trasferta | Totale | Totale | Totale | Totale | Totale | Totale |
| Competizione      | %Vittorie | G       | V       | N       | P       | Pf      | Ps      | G            | V            | N            | P            | Pf           | Ps           | G      | V      | N      | P      | Pf     | Ps     |
| ----------------- | --------- | ------- | ------- | ------- | ------- | ------- | ------- | ------------ | ------------ | ------------ | ------------ | ------------ | ------------ | ------ | ------ | ------ | ------ | ------ | ------ |
| Stagione regolare | .833      | 3       | 2       | 0       | 1       | 89      | 69      | 3            | 3            | 0            | 0            | 90           | 28           | 6      | 5      | 0      | 1      | 179    | 97     |
| Playoff           | .000      | 0       | 0       | 0       | 0       | 0       | 0       | 1            | 0            | 0            | 1            | 32           | 35           | 1      | 0      | 0      | 1      | 32     | 35     |
| Totale            | .714      | 3       | 2       | 0       | 1       | 89      | 69      | 4            | 3            | 0            | 1            | 122          | 63           | 7      | 5      | 0      | 2      | 211    | 132    |